# 10. Screen Actors Guild-gála
A 10. Screen Actors Guild-gála a 2003-as év legjobb filmes és televíziós alakításait értékelte. A díjátadót 2004. február 22-én tartották a Los Angeles-i Shrine Auditoriumban. A ceremóniát a TNT televízióadó közvetítette élőben, a jelöltek listáját pedig 2004. január 15-én jelentette be Andie MacDowell és Mark Harmon a los angelesi Pacific Design Centerben.

## Győztesek és jelöltek

### Film
| Legjobb férfi főszereplő | Legjobb férfi főszereplő | Legjobb női főszereplő     | Legjobb női főszereplő |
| --- | --- | -------------------------- | --- |
| | - Johnny Depp – A Karib-tenger kalózai: A Fekete Gyöngy átka (Jack Sparrow) - Peter Dinklage – Az állomásfőnök (Finbar McBride) - Ben Kingsley – Ház a ködben (Massoud Amir Behrani) - Bill Murray – Elveszett jelentés (Bob Harris) - Sean Penn – Titokzatos folyó (Jimmy Markum) |                            | - Charlize Theron – A rém (Aileen Wuornos) - Patricia Clarkson – Az állomásfőnök (Olivia Harris) - Diane Keaton – Minden végzet nehéz (Erica Jane Barry) - Naomi Watts – 21 gramm (Cristina Peck) - Evan Rachel Wood – Tizenhárom (Tracy Louise Freeland) |
| Legjobb férfi mellékszereplő | Legjobb férfi mellékszereplő | Legjobb női mellékszereplő | Legjobb női mellékszereplő |
| | - Tim Robbins – Titokzatos folyó (Dave Boyle) - Alec Baldwin – A szerencseforgató (Shelly Kaplow) - Chris Cooper – Vágta (Tom Smith) - Benicio del Toro – 21 gramm (Jack Jordan) - Vatanabe Ken – Az utolsó szamuráj (Moritsugu Katsumoto)                                         |                            | - Renée Zellweger – Hideghegy (Ruby Thewes) - Maria Bello – A szerencseforgató (Natalie Belisario) - Keisha Castle-Hughes – A bálnalovas (Paikea Apirana) - Patricia Clarkson – Hálaadás (Joy Burns) - Holly Hunter – Tizenhárom (Melanie Freeland)       |
| Legjobb szereplőgárda (mozifilm) | |                            | |
| - A Gyűrűk Ura: A király visszatér – Sean Astin, Sean Bean, Cate Blanchett, Orlando Bloom, Billy Boyd, Bernard Hill, Ian Holm, Ian McKellen, Dominic Monaghan, Viggo Mortensen, John Noble, Miranda Otto, John Rhys-Davies, Andy Serkis, Liv Tyler, Karl Urban, Hugo Weaving, David Wenham, Elijah Wood - Amerikában – Emma Bolger, Sarah Bolger, Paddy Considine, Djimon Hounsou, Samantha Morton - Titokzatos folyó – Kevin Bacon, Laurence Fishburne, Marcia Gay Harden, Laura Linney, Sean Penn, Tim Robbins - Vágta – Elizabeth Banks, Jeff Bridges, Chris Cooper, William H. Macy, Tobey Maguire, Gary Stevens - Az állomásfőnök – Paul Benjamin, Bobby Cannavale, Patricia Clarkson, Peter Dinklage, Raven Goodwin, Michelle Williams | |                            | |

### Televízió
| Legjobb színész (minisorozat vagy tévéfilm) | Legjobb színész (minisorozat vagy tévéfilm) | Legjobb színésznő (minisorozat vagy tévéfilm) | Legjobb színésznő (minisorozat vagy tévéfilm) |
| --- | --- | --------------------------------------------- | --- |
| | - Al Pacino – Angyalok Amerikában (Roy Cohn) - Justin Kirk – Angyalok Amerikában (Walter) - Paul Newman – Our Town (Felügyelő) - Forest Whitaker – A védelem diakónusai (Marcus Clay) - Jeffrey Wright – Angyalok Amerikában (Mr. Lies / Norman "Belize" Ariaga / Hajléktalan / The Angel Europa / Eszkimó) |                                               | - Meryl Streep – Angyalok Amerikában (Hannah Pitt / Ethel Rosenberg / Rabbi / The Angel Australia) - Anne Bancroft – Tavasz Rómában (Contessa) - Helen Mirren – Tavasz Rómában (Karen Stone) - Mary-Louise Parker – Angyalok Amerikában (Harper Pitt) - Emma Thompson – Angyalok Amerikában (Emily nővér / Hajléktalan / The Angel America) |
| Legjobb színész (drámasorozat) | Legjobb színész (drámasorozat) | Legjobb színésznő (drámasorozat)              | Legjobb színésznő (drámasorozat) |
| | - Kiefer Sutherland – 24 (Jack Bauer) - Peter Krause – Sírhant művek (Nate Fisher) - Anthony LaPaglia – Nyomtalanul (Jack Malone) - Martin Sheen – Az elnök emberei (Josiah "Jed" Bartlet) - Treat Williams – Everwood (Andrew "Andy" Brown)                                                                |                                               | - Frances Conroy – Sírhant művek (Ruth Fisher) - Stockard Channing – Az elnök emberei (Abigail "Abbey" Bartlet) - Tyne Daly – Amynek ítélve (Maxine Gray) - Jennifer Garner – Alias (Sydney Bristow) - Mariska Hargitay – Esküdt ellenségek: Különleges ügyosztály (Olivia Benson) - Allison Janney – Az elnök emberei (C. J. Cregg)        |
| Legjobb színész (vígjátéksorozat) | Legjobb színész (vígjátéksorozat) | Legjobb színésznő (vígjátéksorozat)           | Legjobb színésznő (vígjátéksorozat) |
| | - Tony Shalhoub – Monk – A flúgos nyomozó (Adrian Monk) - Peter Boyle – Szeretünk Raymond (Frank Barone) - Brad Garrett – Szeretünk Raymond (Robert Barone) - Sean Hayes – Will és Grace (Jack McFarland) - Ray Romano – Szeretünk Raymond (Ray Barone)                                                     |                                               | - Megan Mullally – Will és Grace (Karen Walker) - Patricia Heaton – Szeretünk Raymond (Debra Barone) - Lisa Kudrow – Jóbarátok (Phoebe Buffay) - Debra Messing – Will és Grace (Grace Adler) - Doris Roberts – Szeretünk Raymond (Marie Barone)                                                                                             |
| Legjobb szereplőgárda (drámasorozat) | |                                               | |
| - Sírhant művek – Lauren Ambrose, Frances Conroy, Ben Foster, Rachel Griffiths, Michael C. Hall, Peter Krause, Peter Macdissi, Justina Machado, Freddy Rodríguez, Mathew St. Patrick, Lili Taylor, Rainn Wilson - CSI: A helyszínelők – Gary Dourdan, George Eads, Jorja Fox, Paul Guilfoyle, Robert David Hall, Marg Helgenberger, William Petersen, Eric Szmanda - Esküdt ellenségek – Jesse L. Martin, S. Epatha Merkerson, Jerry Orbach, Elisabeth Röhm, Fred Thompson, Sam Waterston - Az elnök emberei – Stockard Channing, Dulé Hill, Allison Janney, Joshua Malina, Janel Moloney, Richard Schiff, Martin Sheen, John Spencer, Bradley Whitford - Nyomtalanul – Eric Close, Marianne Jean-Baptiste, Anthony LaPaglia, Poppy Montgomery, Enrique Murciano | |                                               | |
| Legjobb szereplőgárda (vígjátéksorozat) | |                                               | |
| - Szex és New York – Kim Cattrall, Kristin Davis, Cynthia Nixon, Sarah Jessica Parker - Szeretünk Raymond – Peter Boyle, Brad Garrett, Patricia Heaton, Doris Roberts, Ray Romano, Madylin Sweeten - Frasier – A dumagép – Peri Gilpin, Kelsey Grammer, Jane Leeves, John Mahoney, David Hyde Pierce - Jóbarátok – Jennifer Aniston, Courteney Cox, Lisa Kudrow, Matt LeBlanc, Matthew Perry, David Schwimmer - Will és Grace – Sean Hayes, Eric McCormack, Debra Messing, Megan Mullally | |                                               | |

### Screen Actors Guild-életműdíj
- Karl Malden

## In Memoriam
A gála "in memoriam" szegmense az alábbi, 2003-ban elhunyt személyekről emlékezett meg:
- Katharine Hepburn
- Rand Brooks
- Les Tremayne
- Madlyn Rhue
- Earl Hindman
- Ellen Drew
- Gene Anthony Ray
- Wendy Hiller
- Dorothy Loudon
- Graham Jarvis
- Fred Rogers
- Bob Keeshan
- Janice Rule
- Art Carney
- Jonathan Brandis
- Suzy Parker
- Fred Berry
- Uta Hagen
- Jack Elam
- Julie Parrish
- Gordon Jump
- Jack Paar
- Florence Stanley
- William Marshall
- Anthony Caruso
- Donald O'Connor
- Larry Hovis
- Robert Stack
- Gisele MacKenzie
- Horst Buchholz
- Michael Jeter
- Buddy Ebsen
- Hope Lange
- Buddy Hackett
- Ann Miller
- Johnny Cash
- Charles Bronson
- Penny Singleton
- David Hemmings
- Martha Scott
- Alan Bates
- Lynne Thigpen
- Hume Cronyn
- Jeanne Crain
- John Ritter
- Gregory Hines
- Bob Hope
- Gregory Peck

## Fordítás
- Ez a szócikk részben vagy egészben  a(z)   10th Screen Actors Guild Awards című angol Wikipédia-szócikk fordításán alapul.  Az eredeti cikk szerkesztőit annak laptörténete sorolja fel. Ez a jelzés csupán a megfogalmazás eredetét és a szerzői jogokat jelzi, nem szolgál a cikkben szereplő információk forrásmegjelöléseként.